# Eve no Jikan
Время Евы (яп. イヴの時間 Иву но Дзикан) — сетевой 6-серийный фильм, выпущенный независимыми студиями Studio Rikka и DIRECTIONS, Inc. с использованием двухмерных персонажей на трёхмерном фоне. Первый эпизод был представлен 1 августа 2008 года на Yahoo! Japan, второй — 1 октября 2008 года, третий — 1 декабря 2008 года, четвёртый — 1 мая 2009, пятый — 1 июля 2009 и шестой — 18 сентября 2009. На официальном сайте эти шесть серий названы «первым сезоном», что не исключает возможности появления второго сезона, но это не подтверждено.

## Сюжет
В недалёком будущем использование андроидов стало широко распространённым. Рикуо однажды обнаруживает, что Сами, его домашний андроид, начала действовать независимо, без его указаний. В её журнале событий он обнаруживает странную фразу: «Наслаждаешься ли ты Временем Евы?». Вместе со своим другом Масаки он прослеживает путь Сами и находит необычное кафе под названием «Время Евы». Наги, официантка, объясняет им, что главное правило этого кафе — в нём нет различий между людьми и андроидами. Внутри кафе нимбы андроидов не показываются, а когда посетитель выходит из кафе, дверь автоматически закрывается на две минуты, чтобы никто не мог выйти следом с целью понять, человек это был или андроид.
В первых двух эпизодах показывается общение Рикуо и Масаки с постоянными посетителями кафе: Акико, малышкой Тиэ и её престарелым опекуном, влюблёнными Кодзи и Риной и другими. Эти разговоры являются аллюзией на «Три закона роботехники» Айзека Азимова, в которых часто подчёркиваются неожиданные интерпретации этих законов, из которых следуют очевидные лазейки. Общий сюжет строится на начавшейся независимости андроидов, а также на том, как они будут себя вести в условиях отсутствия трёх законов. Второстепенные линии сюжета — это истории жизни каждого из персонажей, встреченных главным героем в кафе, а также попытки понять, кто из посетителей — человек, а кто — андроид.

## Персонажи
- Рикуо Косака (яп. 向坂リクオ Ко:сака Рикуо)

Сэйю — Дзюн Фукуяма
Рикуо — студент старшей школы, очень хорошо играющий на фортепиано. Выиграв главный приз в конкурсе, на который был приглашён робот-пианист, он решил перестать играть, потому что был поражён игрой робота. Как и остальные люди, он воспринимает роботов как машины. Он заинтересовался действиями Сами после того, как обнаружил, что она иногда самостоятельно приходит в квартиру и уходит из неё. Просмотрев её журнал событий, он увидел странную фразу: «Наслаждаешься ли ты Временем Евы?». Пройдя по пути, по которому шла Сами, он обнаруживает кафе «Время Евы», где люди и андроиды равны.
- Масакадзу Масаки (яп. 真崎マサカズ Масаки Масакадзу)

Сэйю — Кэндзи Нодзима
«Масакадзу» или «Маса» называет его только отец, хотя Акико однажды обратилась к нему «Маса». Все остальные всегда зовут его «Масаки». Масаки — лучший друг Рикуо. Он утверждает, что у него дома нет роботов, однако у него есть старый робот под названием THX, которого он называет «Тэкс». Он не доверяет роботам и помогает Рикуо расследовать загадочные действия Сами. Его недоверие к роботам вызвано предательством Тэкса. Когда Масаки был маленьким, его родители разошлись, и единственным, кто мог поддержать мальчика, был Тэкс. Однако отец, ярый противник роботов, приказал Тэксу перестать разговаривать. Масаки обвинил Тэкса в том, что он не поддержал его, когда был ему очень нужен.
- Сами (яп. サミィ Сами:)

Сэйю — Риэ Танака
Сами — андроид-домработница семьи Косака, имеющий внешность молодой девушки. Дома она пассивна и неэмоциональна, однако в кафе «Время Евы» она обращается к Рикуо, Наоко и их родителям как к членам своей семьи. Она хочет, чтобы члены её семьи были счастливы, но знает, что демонстрация независимости расстроит Рикуо и Наоко. Поэтому на вопросы Рикуо она всегда лжёт и говорит, что не делала ничего необычного.
- Наги (яп. ナギ)

Сэйю — Рина Сато
Наги — бариста в кафе «Время Евы». Она тщательно следит за кафе и заставляет всех следовать его главному правилу — отсутствию различий между людьми и роботами. Наги зачастую не знает, как разрешить все ситуации, происходящие в кафе, оставляя открытым вопрос, не является ли она андроидом, в большинстве серий. В конечном счёте обнаруживается, что она — тот самый человек, пострадавший в возрасте пяти лет в результате печально известной деятельности Комитета Этики много лет назад.
- Акико (яп. アキコ)

Сэйю — Юкана
Акико — первый посетитель, которого Рикуо и Масаки встречают в кафе. Она всегда говорит очень быстро, задаёт множество вопросов и постоянно шутит. Она похожа на обычную девушку-подростка, которой не повезло с судьбой, однако на самом деле она — андроид. Как и Сами, вне кафе она всегда пассивна и неэмоциональна, даже в общении с Рикуо и Масаки.
- Кодзи (яп. コージ Ко:дзи)

Сэйю — Митио Накао
Кодзи и Рина стали посетителями, которых Рикуо и Масаки встретили после Акико. Кодзи — андроид, имеющий внешность мужчины. Его хозяйка — женщина, предпочитающая его людям мужского пола. Он подружился с Риной, думая, что она — человек, для того, чтобы понять, как лучше общаться со своей хозяйкой, и позже влюбился в неё. Он скрывает от Рины свою сущность, так как думает, что когда она узнает, что он — андроид, она расстанется с ним.
- Рина (яп. リナ)

Сэйю — Мики Ито
Рина — андроид-телохранитель, имеющий внешность женщины. Она нелегально модифицирована хозяином, встроившим в неё функции, позволяющие заниматься с ней сексом. Во время покушения на хозяина была повреждена её правая нога, и поэтому он избавился от Рины. Иногда её нога перестаёт работать, грозя стать причиной раскрытия её андроидной сущности. Однако она не может обратиться на фабрику-изготовитель с просьбой о починке ноги из-за нелегальной модификации и выдать своего хозяина. В данный момент у неё нет хозяина, и поэтому она скрывается от властей. Она думает, что Кодзи — человек, и скрывает от него то, что она — андроид, боясь, что он бросит её.
- Симэй (яп. シメイ)

Сэйю — Мотому Киёкава
Симэй — опекун Тиэ. Он — опытный образец андроида, сделанный для замены родителя-человека. По-видимому, из-за того, что его тестирование было засекречено, у него нет нимба. Он спокойно признаёт то, что он андроид, но только когда рядом нет Наги или Тиэ. Тиэ пока что не знает, что он — не человек.
- Тиэ (яп. チエ)

Сэйю — Миюки Савасиро
Тиэ — девочка лет четырёх (точный возраст неизвестен). Она любит незаметно брать и прятать вещи других посетителей, чтобы они поиграли с ней. Рикуо встретил их с Симэем, когда она была очарована очками Рикуо и потому спрятала их. Тиэ любит воображать себя кошкой. Она не понимает, почему раз в месяц Симэй оставляет её на попечение других, не зная, что в это время он проходит плановый техосмотр, и даже не подозревает о том, что он — андроид.
- Сэторо (яп. セトロ)

Сэйю — Томокадзу Сугита
Сэторо — загадочный мужчина, большую часть времени что-то читающий в кафе. Когда Масаки пытается вытащить Сэторо из кафе, тот легко уклоняется. Сначала он сообщает доктору Асимори о том, что подозревает Масаки в работе на Комитет Этики, однако позже понимает, что тайного агента так легко не найдёшь. Неизвестно, человек он или андроид, однако вне кафе у него нет нимба, так что, возможно, он — человек.
- Наоко Косака (яп. 向坂 ナオコ Ко:сака Наоко)

Сэйю — Юко Мидзутани
Наоко — старшая сестра Рикуо, студентка колледжа. Она всегда возвращается домой поздно из-за вечеринок. Она постоянно называет брата «андроидоголиком» и обвиняет его в том, что он относится к Сами как к человеку.
- Ацуро Масаки (яп. 真崎 篤郎 Масаки Ацуро:)

Сэйю — Акио Нодзима
Ацуро Масаки — отец Масакадзу, директор информационной службы в неправительственной организации под названием Комитет Этики Роботов, обычно называемой просто Комитет Этики, даже в собственном публичном объявлении. Комитет Этики — радикальная организация против роботов. Однако одно из её действий, повлёкшее за собой нанесение вреда человеку, вызвало мощный общественный резонанс. С тех пор Комитет занимается в основном рекламными кампаниями против роботов, поддерживающими изоляцию роботов от людей и поощряющими применение более строгих мер к нарушителям Законов Робототехники. Когда Ацуро узнал, что его сын подружился с роботом, он приказал роботу перестать разговаривать и сказал сыну, что тот сломался.
- Доктор Асимори (яп. 芦森博士 Асимори-хакасэ)

Сэйю — Юрико Ямагути
Доктор Асимори — наблюдатель Сэторо, имеющая влиятельное положение и доступ к защищённой информации, но не являющаяся членом Комитета Этики. В остальном её роль неясна. Возможно, она — член правительственной организации или кибернетической корпорации; возможно, она наблюдает за секретными прототипами роботов, подобных Симэю; также она может быть членом Комитета Защиты Андроидов, о существовании которого известно точно, а о работе — ничего помимо того, что он — противник Комитета Этики.

## Список серий
| № | Заглавие                                                                         | Длительность | Трансляция на Yahoo! Japan |
| - | -------------------------------------------------------------------------------- | ------------ | -------------------------- |
| 1 | Акико: Время Евы «Акико Иву но Дзикан» (Akiko イヴの時間)                        | 15:04        | 31.07.2008                 |
| 2 | Сами: Друг Евы «Сами: Иву но Накама» (Sammy イヴの仲間)                          | 15:45        | 01.10.2008                 |
| 3 | Кодзи и Рина: Влюблённые Евы «Кодзи&Рина: Иву но коибито» (Koji&Rina イヴの恋人) | 16:12        | 01.12.2008                 |
| 4 | Безымянный: Кукла Евы «Nameless Иву но нингьо:» (Nameless イヴの人形)            | 16:45        | 01.05.2009                 |
| 5 | Тиэ и Симэй: Мелодия Евы (Chie&Shimei イヴの旋律)                                | 17:35        | 01.07.2009                 |
| 6 | Масаки: Дружба Евы (Masaki イヴの絆)                                             | 26:00        | 18.09.2009                 |

Каждый из шести эпизодов был впервые показан вне Японии на Crunchyroll вскоре после премьерного показа на Yahoo! Japan и выпущен в Японии на отдельном DVD-диске. Кроме того, песня Time of Tenderness (яп. やさしい時間の中で), исполненная Риэ Танакой, была выпущена в августе 2009 года на отдельном CD-диске.

## Время Евы: Фильм
Театральная версия была впервые показана 6 марта 2010 года в театрах Икэбукуро Диая (Токио) и Умэда (Осака).
Релиз театральной версии включает в себя новую песню, написанную Юки Кадзиурой и исполненную группой Kalafina. Специальные выпуски DVD были распространены вместе с проданными заранее билетами в декабре 2009 года.

## Прочее
- На основе сюжета Eve no Jikan была выпущена манга, нарисованная Юки Отой и впервые опубликованная в пятом выпуске Young Gangan 19 февраля 2010 года.
- 18 марта 2010 года Shogakukan Gagagabunko был выпущен роман «Time of Eve: Another Act» (автор — Кэй Мидзуити, иллюстрации — Рюсукэ Тяяма).
- В феврале 2010 года Kotobukiya выпустила официальное издание для фанатов (доступно только в Японии)[3].
- Shaddy Co. Ltd. планирует выпустить оригинальный сорт кофе под названием EVLEND[4].